# Őznyelv
Az őznyelv leveles tésztából készült édesség, melyet leggyakrabban csokoládékrémmel (úgynevezett párizsi krémmel), illetve csokoládépudinggal töltenek. Előfordul vaníliakrémmel, vaníliapudinggal, lekvárral töltve is. Cukrászdákban viszonylag ritkán fordul elő.

## Elkészítése
A készen kapható fagyasztott leveles tésztát vagy az édes linzertésztát szobahőmérsékleten felolvasztják, széthajtogatják, majd páros számú köralakokat szaggatnak ki belőle. A nyújtódeszkát meghintik por-, vagy kristálycukorral, és a kör alakokat ovális alakra nyújtják rajta. Kartonpapírból készült ovális sablont is lehet használni, amelyet lisztezett élű késsel vágnak körbe. A formákat sütőpapírral bélelt tepsibe teszik, és több helyen villával megszurkálják. Forró sütőben addig sütik, míg a cukor meg nem barnult a tetején. Kihűlés után csokoládé- vagy vaníliakrémmel (pudinggal), lekvárral összeragasztják, esetleg cukorral meghintve díszítik.